# Duane T. Gish
Duane Tolbert Gish (* 17. Februar 1921 in White City, Kansas; † 6. März 2013) war ein US-amerikanischer Biochemiker und bekanntes Mitglied der Bewegung des Kreationismus. Bis zu seinem Tod lebte er in San Diego, Kalifornien. Gish war Vizepräsident des Institute for Creation Research (ICR) und Autor zahlreicher Publikationen über das Thema des wissenschaftlichen Kreationismus. Aufgrund seiner streitbaren und gleichzeitig unterhaltsamen Debattenbeiträge wurde er auch als „Thomas Henry Huxley des Kreationismus“ genannt.

## Biographie
Duane Tolbert Gish wurde als Zwilling in White City als das jüngste von neun Kindern geboren. Er absolvierte 1949 einen Bachelor der Wissenschaften und 1953 einen Ph.D. in Biochemie an der University of California, Berkeley. Danach arbeitete er als assistierender Wissenschaftler am Cornell University Medical College. 18 Jahre lang betrieb er biomedizinische sowie biochemische Forschungen und arbeitete ab 1960 für das Pharmaunternehmen Upjohn.
Gish war seit seinem zehnten Lebensjahr Methodist und später fundamentalistischer Baptist.
Er hielt die biblische Schöpfungsgeschichte für einen historischen Fakt. Nachdem er in den späten 1950er Jahren das Buch Evolution: Science Falsely So-Called von George Howe gelesen hatte, gelangte Gish zu der Überzeugung, dass die Wissenschaften Beweise hervorgebracht hatten, die die biologische Evolutionstheorie widerlegten, und dass verschiedene Felder der Wissenschaft Belege für die biblische Schöpfungsgeschichte lieferten. Er trat der American Scientific Affiliation (ASA) bei, einer Organisation christlicher Wissenschaftler, die er irrtümlicherweise für eine Gruppe von Kreationisten hielt. Durch diese Mitgliedschaft in der ASA traf Gish den Genetiker und Kreationisten William J. Tinkle, der ihn 1961 dazu einlud, seinem Anti-Evolutionsgremium beizutreten.
1971 wurde Gish Mitglied der Fakultät des San Diego Christian College und arbeitete in ihrer Forschungsabteilung, bevor er eine Stelle am Institute for Creation Research annahm. Er ist zudem Autor zahlreicher Bücher und Artikel, die das Konzept des Kreationismus befürworten.
Bis zu seinem Ableben war er Senior-Vizepräsident Emeritus beim ICR.

## Debattenführung
Gish wird dahingehend charakterisiert, während einer Debatte einen schnellen Schlagabtausch zu benutzen und Themen sehr schnell zu wechseln. Eugenie Scott, Direktorin des National Center for Science Education, nannte dies den „Gish-Galopp“ (englisch: „Gish Gallop“) und beschreibt es als „where the creationist is allowed to run on for 45 minutes or an hour, spewing forth torrents of error that the evolutionist hasn’t a prayer of refuting in the format of a debate“ (zu deutsch etwa: „wenn man einem Kreationist für 45 Minuten oder eine Stunde Raum bietet, sturzbachartig Unwahrheiten zu verbreiten, wobei der Evolutionist keine Chance bekommt, diese im Rahmen einer Diskussion zu widerlegen“). Sie kritisierte Gish außerdem für das fehlende Antworten auf die Einwürfe seiner Gegner. Die Phrase „Gish-Galopp“ ist zu einer abwertenden Bezeichnung für ähnliche Diskussionsstile geworden, die von Befürwortern anderer ähnlicher Dinge gebraucht werden, wie beispielsweise Homöopathie oder Verschwörungstheorien zur Mondlandung.
Duane Gish geriet zudem für seine standardisierten Präsentationen während einer Diskussion in Kritik. Während er Forschungen zu Debatten mit Gish anstellte, bemerkte Michael Shermer, dass seine Anfangssätze, Unterstellungen an seine Gegner, Überleitungen und sogar seine Witze identisch waren. In der Diskussion an sich sagte Shermer, er sei kein Atheist und bereit, die Existenz eines göttlichen Schöpfers zu akzeptieren, Gishs Widerlegungen jedoch bestanden hauptsächlich darin, dass er Shermers Identität als Atheist bewies und damit seine fehlende Moral. Massimo Pigliucci, der bereits fünf Mal mit Gish diskutiert hat, sagte, er ignoriere Beweise gegen seine religiösen Überzeugungen. Andere äußerten, Gish untermauere Argumente mit erfundenen Fakten oder Diagrammen.

## Veröffentlichungen
- Duane T. Gish: Evidence against evolution Tyndale House Publishers, Wheaton (Illinois) 1972, ISBN 0-8423-0790-7
- George M. Hillestad; Henry Morris; Duane T. Gish.: Creation: acts, facts, impacts ICR Pub. San Diego, Kalifornien 1974, ISBN 0-89051-020-2
- Duane T. Gish: Have You Been... Brainwashed? Life Messengers, Seattle, Washington 1974, 48 S.
- Duane T. Gish: Dinosaurs: Those Terrible Lizards Master Books, Green forest, Arkansas 1977, ISBN 0-89051-039-3
- Donald H. Rohrer, Duane T. Gish: Up with creation!: ICR acts/facts/impacts, 1976-1977 Creation-Life Publishers, San Diego, Kalifornien 1978, ISBN 0-89051-048-2
- Duane T. Gish: Evolution, the fossils say no! Creation-Life Publishers, San Diego, Kalifornien 1979/1986, ISBN 0-89051-057-1
- Duane T. Gish: Manipulating life, where does it stop?: Genetic engineering Master Books, Green forest, Arkansas 1981, ISBN 0-89051-071-7
- Duane T. Gish: Evolution: the challenge of the fossil record Creation-Life Publishers, San Diego, Kalifornien 1985, ISBN 0-89051-112-8
- Duane T. Gish: Creationist Research 1964-1988 Creation Research Society, 1988, ISBN 0-940384-06-X
- Bonnie Snellenberger, Duane T., Duane Dish, Earl Snellenberger: The Amazing Story of Creation: From Science and the Bible Master Books, Green forest, Arkansas 1990, ISBN 0-89051-120-9
- Gloria Clanin, Duane T. Gish, Earl Snellenberger, Bonita Snellenberger: Dinosaurs by Design Master Books, Green forest, Arkansas 1992, ISBN 0-89051-165-9
- Duane Gish: Creation Scientists Answer Their Critics Institute for Creation Research, El Cajon, Kalifornien 1993, ISBN 0-932766-28-5
- Duane T. Gish: Teaching Creation Science in Public Schools Institute for Creation Research, El Cajon, Kalifornien 1995, ISBN 0-932766-36-6
- Duane T. Gish: Evolution: The Fossils Still Say No! Master Books, 1995, 277 S., ISBN 0-89051-112-8
- Duane T. Gish: Speculations and Experiments on the Origins of Life New Leaf Press, ISBN 0-89051-010-5

## Weiterführende Literatur
- Joyce Arthur: Creationism: Bad Science or Immoral Pseudoscience? Skeptic, USA 1996
- M. F. Ashley Montagu: Science and Creationism Oxford University Press, USA 12. Januar 1984,
- Dorothy Nelkin: The Creation Controversy: Science or Scripture in the Schools toExcel, 1986/2000, ISBN 0-595-00194-7